# 取引所税
取引所税 (とりひきしょぜい) は、日本において、かつて取引所税法（明治26年法律第6号、大正3年法律第23号、平成2年法律第22号）に基づき課せられた金融取引税である。その取引によって利益が生じたかどうかにかかわらず課税された。1893年3月4日に公布され、1914年3月31日に全部改正され、1990年5月7日に再度全部改正された。いわゆる金融ビッグバンによる改革の一環として、1999年（平成11年）4月1日をもって、同法は廃止された。1893年当時は、商品・有価証券・国債・地方債が対象であったが、1999年の廃止当時は先物取引等を課税対象としていた。1893年当初は違ったが、1999年の廃止当時は、有価証券に有価証券取引税を課税し、先物取引に取引所税を課税するという形になっていた。

## 課税対象と税率
1893年当初の概要。
- 課税の対象 - 商品・有価証券・国債・地方債
- 納税義務者 - 取引所
- 課税標準 - 約定代金
- 税率 - 商品・有価証券は万分の6、国債・地方債は万分の3

1914年の全部改正の際の概要。国債の取引所税は廃止された。
- 課税の対象 - 地方債・社債・有価証券・商品
- 課税標準 - 約定代金
- 税率 - 地方債・社債は万分の2、有価証券・商品は万分の5

1990年の全部改正における概要は以下の通り。
- 課税の対象 - 先物取引およびオプション取引
- 納税義務者 - 証券取引所等の会員
- 課税標準 - 取引金額等
- 税率 - 先物取引は万分の0.1、オプション取引は万分の1

廃止の前日（1999年3月31日）における税率は以下の通り。
- 税率 - 日本円金利先物取引は万分の0.005、それ以外の先物取引は万分の0.05、オプション取引は万分の0.5

## 税収の推移
財務省の統計を参照（単位:100万円）
- 平成9年度  39,740
- 平成10年度 19,024

## 参照
1. ↑  取引所税法 明治26年3月4日法律第6号 | 日本法令索引
2. ↑  取引所税法 大正3年3月31日法律第23号 | 日本法令索引
3. ↑  取引所税法 平成2年5月7日法律第22号 | 日本法令索引
4. 1 2  取引所税法・御署名原本・明治二十六年・法律第六号 - 国立公文書館　デジタルアーカイブ
5. ↑  取引所税法中改正明治三十九年法律第十二号（国債証券ノ取引所税廃止ニ関スル件）廃止・御署名原本・大正三年・法律第二十三号 - 国立公文書館　デジタルアーカイブ